# Congo (studievereniging)
Congo (volledige naam: Comt Onoos'len Naerstighlyck Gheleertheydt Ontvanghen) is de studievereniging van biologie, biomedische wetenschappen en psychobiologie van de Universiteit van Amsterdam. Het is de oudste (medisch) biologen-studievereniging van Nederland.

## Geschiedenis
Congo werd opgericht op 3 april 1919 en de naam is verzonnen door een van de eerste 29 leden. Het hoofdkwartier bevindt zich aan het Science Park in Amsterdam (voorheen de Kruislaan), dicht bij knooppunt Watergraafsmeer en Station Amsterdam Science Park, en is onderdeel van de Anna's Hoeve aldaar.
De leden van de studievereniging zijn studenten die biologie, biomedische wetenschappen en psychobiologie studeren aan de Faculteit der Natuurwetenschappen Wiskunde en Informatica van de Universiteit van Amsterdam. De vereniging heeft ca. 2000 leden, van wie er rond de 250 actief lid zijn.

## Verenigingsblad
De redactiecommissie van Congo geeft een blad uit getiteld Gymnorhina, dat is vernoemd naar het vogelgeslacht Gymnorhina.